# Tanacetum pakistanicum
Tanacetum pakistanicum — вид рослин з родини айстрових (Asteraceae), ендемік Пакистану.

## Опис
Багаторічний напівкущик, прямостійний або висхідний, від мало запушеного до голого, заввишки 20–30 см. Коріння волокнисте. Листки зворотно-яйцюваті, завдовжки 1–3(5) см, включаючи ніжку, часто залозисті, ± голі, верхні й найбільш нижні листки цілісні. Квіткові голови поодинокі, кінцеві, 0.9–1.5(1.7) см у поперечнику; квітконоси зазвичай шерстисті або м'яко-запушені. Приквітки темно-коричневими верхівками. Язичкові квітки білі; дискові квітки жовті. Плоди блідо-коричневі, завдовжки 0.5–1 мм, 5-ребристі.

## Середовище проживання
Ендемік північного Пакистану.